# Jacek Ewý
Jacek Ewý (ur. w 1957 w Krakowie) – polski architekt, laureat Honorowej Nagrody SARP 2009.

## Życiorys
Ukończył studia na Wydziale Architektury Politechniki Krakowskiej (1983). Pracował jako asystent w Miejskim Biurze Projektów w Krakowie (1983–1989) Odbył staż projektowy w biurze architektonicznym GRM Kennedy & Partners w Edynburgu (1977–1978), a także w biurze architektonicznym Jan Noordman Architektenburo Architectenbureau w ’s-Hertogenbosch, Holandia (1986). Pracował na stanowisku projektanta w Miejskim Biurze Projektów (1987–1989) starszym projektantem w amerykańskiej firmie Bechtel Ltd (1989).
Krzysztof Ingarden i Jacek Ewý współpracują jako architekci od roku 1987, od roku 1991 w formacji „JET Atelier”, a od 1998 jako „Ingarden & Ewý, Architekci”.
Członek oddziału krakowskiego Stowarzyszenia Architektów Polskich.
Jego ojciec, Zygmunt Ewý (1913–1994), był profesorem fizjologii zwierząt.

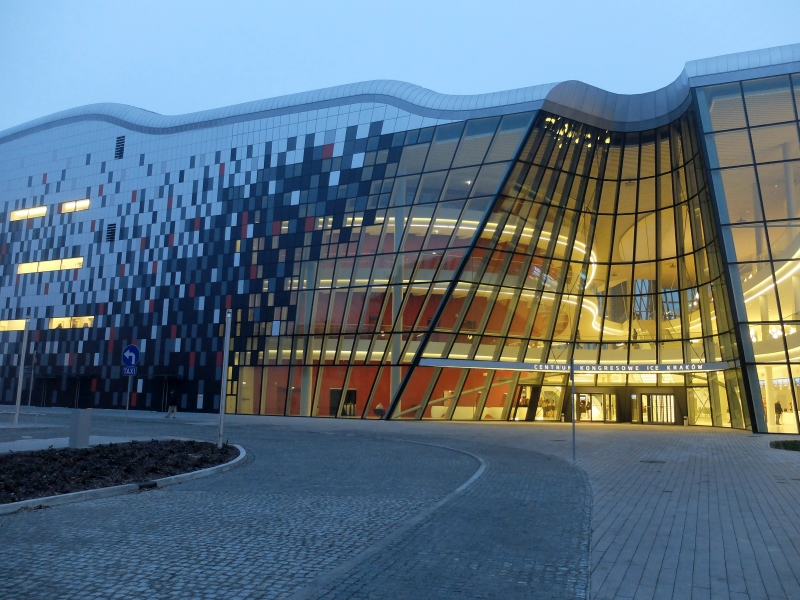
Centrum Kongresowe ICE Kraków

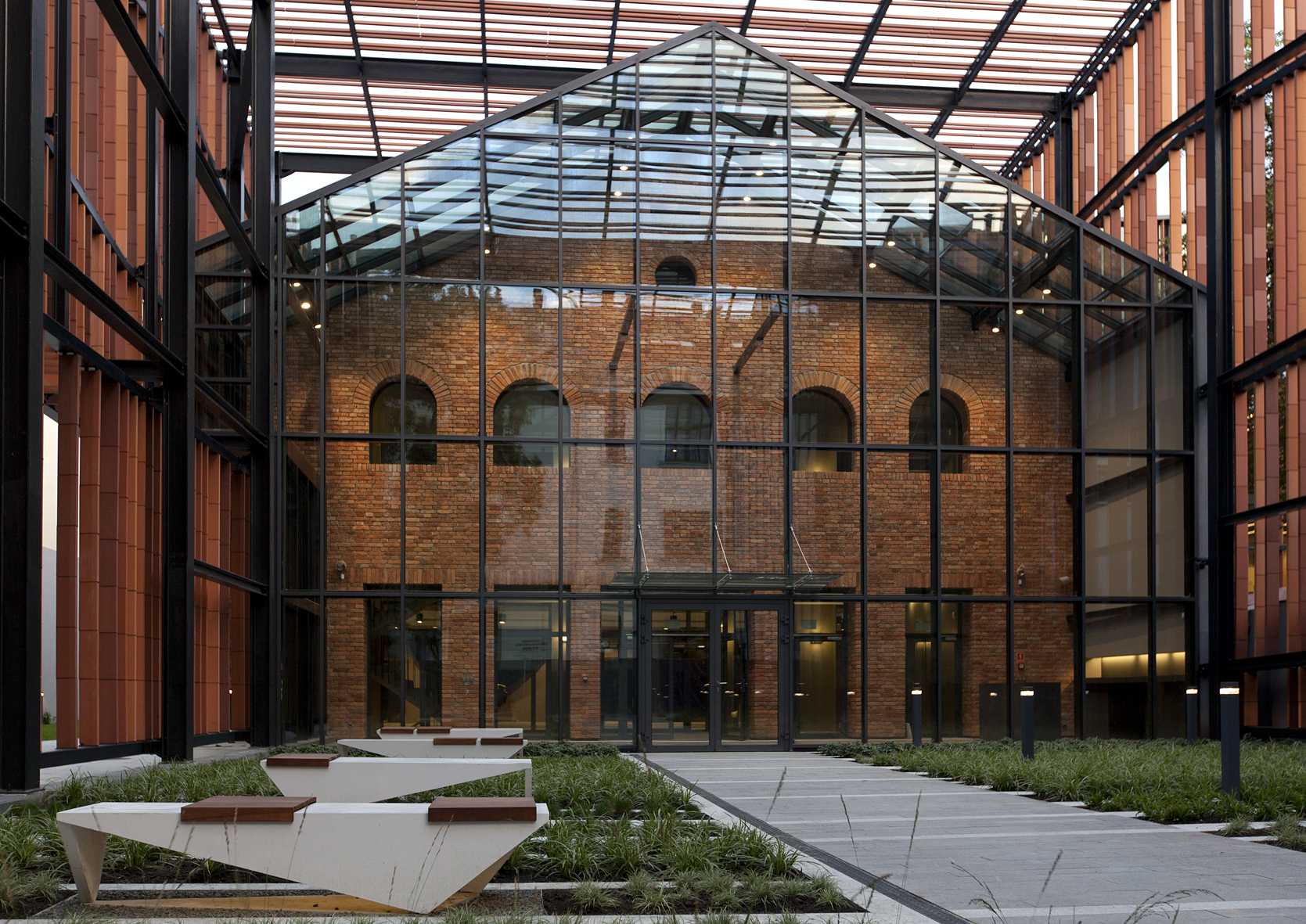
Małopolski Ogród Sztuki w Krakowie

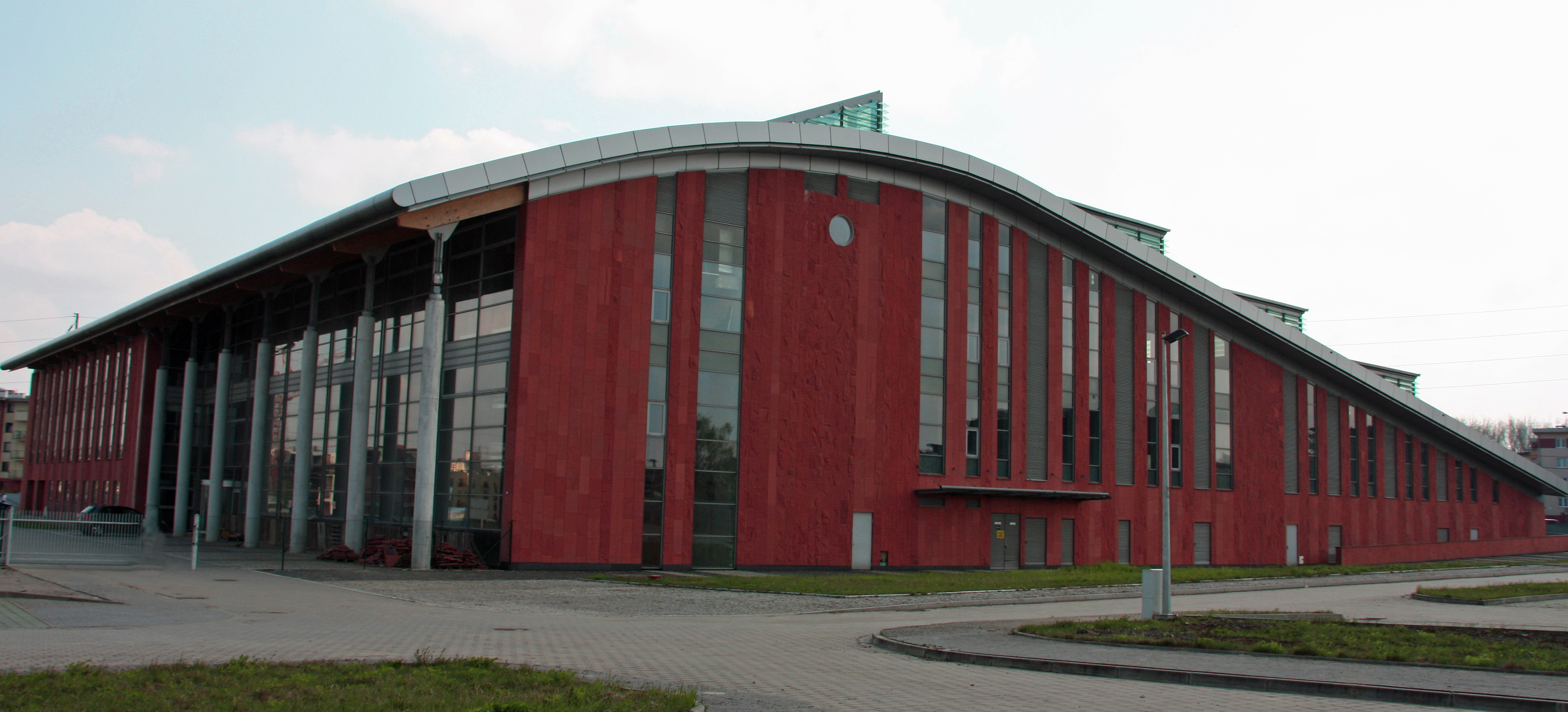
Biblioteka Uniwersytetu Papieskiego Jana Pawła II

## Wybrane projekty
- Centrum Kongresowe ICE Kraków, 2007
- Rondo Business Park w Krakowie, 2007
- Polski Pawilon na Światowej Wystawie Expo 2005 w Aichi, Japonia 2005
- Pawilon Wyspiańskiego w Krakowie, 2007
- Małopolski Ogród Sztuki w Krakowie, od 2006
- Biblioteka Główna Uniwersytetu Papieskiego Jana Pawła II w Krakowie, do 2000